# Polydore de Keyser
Sir Polydore de Keyser, né le 13 décembre 1832 et mort le 14 janvier 1898, est un hôtelier et le premier catholique élu Lord-maire de Londres depuis la Réforme (octobre 1887 - novembre 1888). Il est né dans la ville belge de Termonde, près de Gand, en Belgique.
En 1842, son père Josse De Keyser quitte l'enseignement pour le commerce, la famille s'installe alors à Londres dans le quartier de la gare de Blackfriars, il achète alors un hôtel qu'il baptise le De Keyser Royal Hotel. En 1852, Polydore obtient la citoyenneté anglaise. Il gère avec son père l'hôtel de famille.
En 1862, il épouse Louise Piéron, la fille d'une autre famille belge domiciliée en Angleterre. Il devient vite l'une des personnalités les plus importantes de Londres ; il est membre de la Royal Geographical Society et de la Society of Arts. En 1882, il est élu échevin pour le district de Farringdon Without et, ensuite, nommé Sheriff par le Lord Maire. Le 29 septembre 1887, il est élu Lord Maire de Londres, pour une durée d'un an.
Le 4 décembre 1888, il est anobli par la reine Victoria. Le 14 janvier 1898, il meurt des suites d'un cancer. Son corps repose au Nunhead Cemetery de Londres.